# レイピア (ミサイル)
レイピア（英語: Rapier）は、ブリティッシュ・エアクラフト・コーポレーション (BAC) 社が開発した短距離防空ミサイル。

## 開発に至る経緯

### PT.428の開発と挫折
1958年、イギリス陸軍は、王立砲兵隊の防空部隊のQF 3.7インチ高射砲の後継としてサンダーバードを配備し、地対空ミサイルの運用に着手した。一方、この時期、野戦部隊にとっては高高度・超音速の爆撃機よりは低高度・遷音速の攻撃機のほうが深刻な脅威であると考えられるようになり、大戦期以来この目的に用いられてきたボフォース 60口径40mm機関砲の後継となる短距離防空用の対空兵器が求められるようになっていた。1950年代を通じてレッドクイーン 47mm機関砲が開発されていたものの、結局はボフォース 70口径40mm機関砲が導入され、しかも性能的には不足が指摘されていた。
1960年までに、陸軍はサンダーバードよりも機動性に優れた全天候型・低高度用SAMの必要性を認識していた。1959年、陸軍参謀本部は70口径40mm機関砲の後継となるSAMシステムの機が熟したと判断し、ヴィッカース社によってLAA（Light Anti-Aircraft）システムの開発が開始された。ブリティッシュ・エアクラフト・コーポレーション（BAC）社が設立されるとLAA計画はその誘導兵器部門に移管され、1960年にはPT.428として結実した。
しかしこの時期、アメリカ合衆国ではこれとほぼ同規模ながらもより穏当な仕様に基づくモーラーの開発が進められており、アメリカ軍での大量導入による量産効果にも期待して、1961年12月、イギリス陸軍はPT.428の開発を打ち切ってモーラーを導入することを決定した。

### ET.316の開発と改良
しかしPT.428に続いてモーラーの開発も中止されたことから、1962年、陸・空軍参謀本部はこれらよりも安価な晴天時用の光学追跡式SAMの共同要求（GASR.3132）を発出した。BAC社は国防省の事情を承知していたことから、既に独自の資金によって、PT.428の派生型としてそのようなシステムの開発に着手していた。これは光学追跡機能を備えたPT.428の6連装発射装置で、同社ではサイトライン（Sightline）と称されていた。後にGASR.3132の要件が固まり、PT.428の廉価版というよりは全く異なるシステムに変更されたために計画はデフォー（Defoe）と改称され、後にはET.316という航空省の型番、そして1967年1月にはレイピアという正式名称が付与された。
1965年には無誘導での試射を実施、そして1967年4月には初の誘導試射を実施した。この誘導試射では、横行目標として高度914.4メートルを飛行するミーティア無人標的機に対し、距離3,048メートルで直撃・破壊に成功した。評価試験は1968年まで継続されたが、これと並行して、1967年6月には国防省によって最初の量産モデルが発注された。
イギリス陸軍では初期モデルをFS A（Field Standard A）と称しており、また1979年からはFS B1、1988年からはFS B2（製品名はレイピア・ダークファイア）へと順次に更新していった。その後、GASR.3732に基づいて、レイピアの最終発達型としてFS C（製品名はレイピア2000）が開発された。これは国防省との契約に基づく継続的なレイピアの改良計画の一貫として1983年より開発されたもので、生産は1992年、運用は1996年より開始された。またこれを基にした輸出モデルとしてジャーナス（Jernas）も開発されており、カスタマーの要求にあわせてシステム構成を変更できる。

## 設計

### ミサイル本体

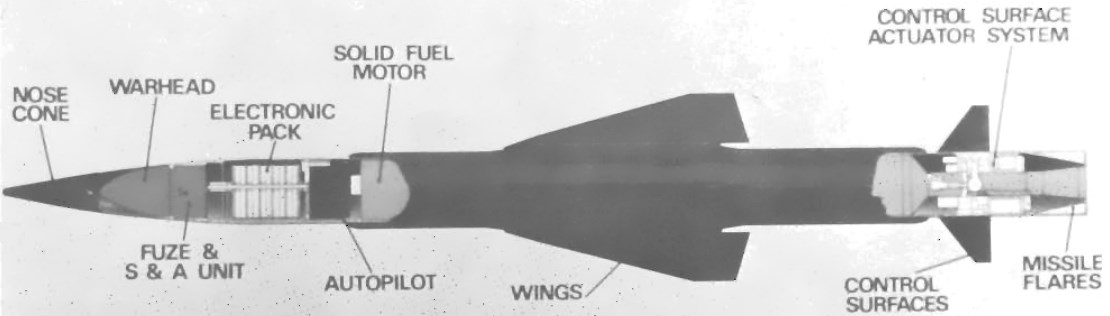
ミサイルの解剖図

レイピア・ミサイルは、流線型に成形されたモノコック構造・円形断面の弾体を有し、弾頭部と誘導部、推進装置および操縦部の4つのセクションから構成されている。
ミサイルの誘導方式は目視線指令誘導で、レーダーを用いた場合は自動式、光学式追尾装置を用いた場合は半自動式となる。光学式追尾のため、ミサイル尾部にはフレアが配置されている。単発撃破確率（SSKP）は70％以上と見込まれている。
弾頭部は重量1.4 kg・炸薬量0.4 kgの半徹甲弾で、着発信管により起爆する。また1988年5月より試作されていたレイピアMk.1Eミサイルでは、無人航空機（UAV）対策として弾頭は破片効果式となり、赤外線式の近接信管も導入された。これはレイピアMk.2Aミサイルとして装備化され、レイピアFSCで導入されたが、Mk.2Bミサイルでは従来通りの半徹甲弾頭が用いられている。
推進装置は、IMI社製のトロイ二重推力式固体燃料ロケット・モーターを採用しており、ミサイルを最大650メートル毎秒で飛翔させることができる。操縦部・操縦舵面は弾体尾部に配置され、ガス圧により駆動される。

### システム構成

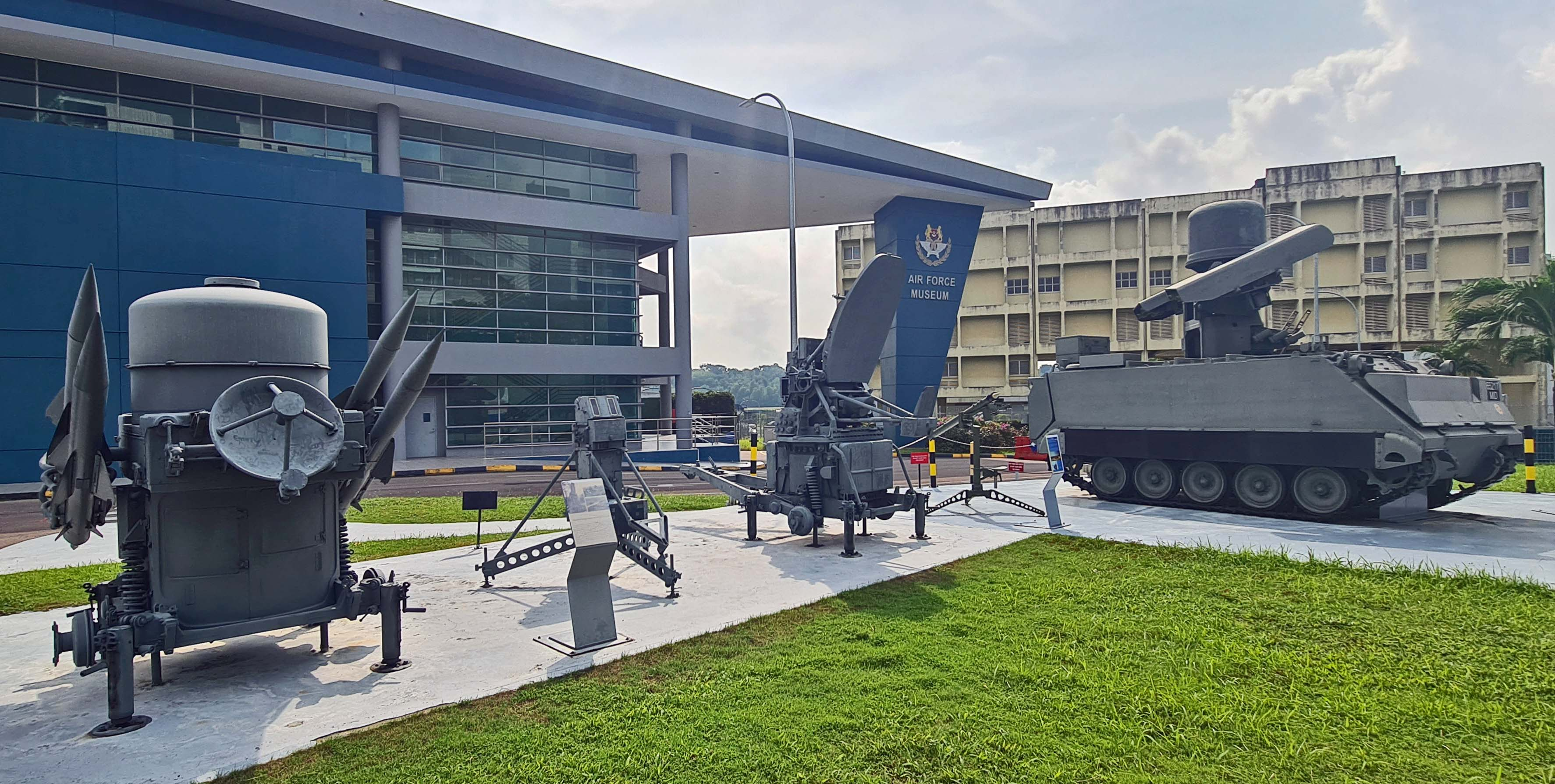
シンガポール空軍博物館に展示されるレイピアミサイルシステム。写真左からミサイルランチャー、電子光学式照準器、DN181ブラインドファイア追尾レーダー。

#### ミサイル発射機
FS Aでは2輪式・Aフレーム型のトレーラーに搭載された4連装発射機が用いられた。発射機は全周旋回可能で、-10度から+60度まで俯仰できる。またFS B2では6連装発射機に更新された。
牽引用車両としては、イギリス陸軍ではランドローバー製の四輪駆動式1トン トラックが用いられる。また後にスパキャット製の六輪駆動式トラックも導入されて、砂漠の嵐作戦のイギリス軍担当部分 (Operation Granby) のために配備された。
またM548貨物輸送車をベースとした自走発射機も開発された。1974年に試作車が完成してイラン陸軍での導入が発表され、イラン革命によってこれがキャンセルされた後に今度はイギリス陸軍が採用を決定し、1983年より配備を開始した。8連装発射機を搭載しており、マウントは25mm厚の装甲を備え、振動対策が施されている。

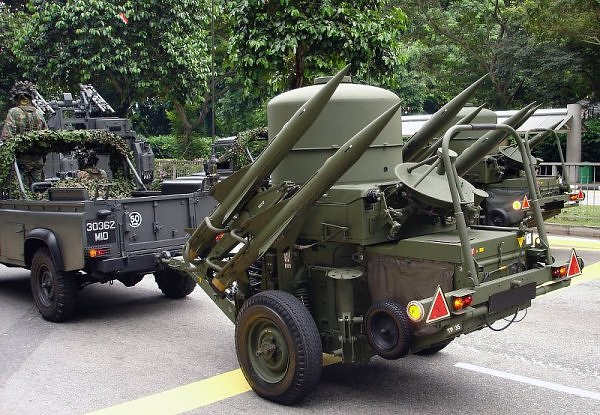
シンガポール空軍のレイピアFS Aランチャー。けん引状態。
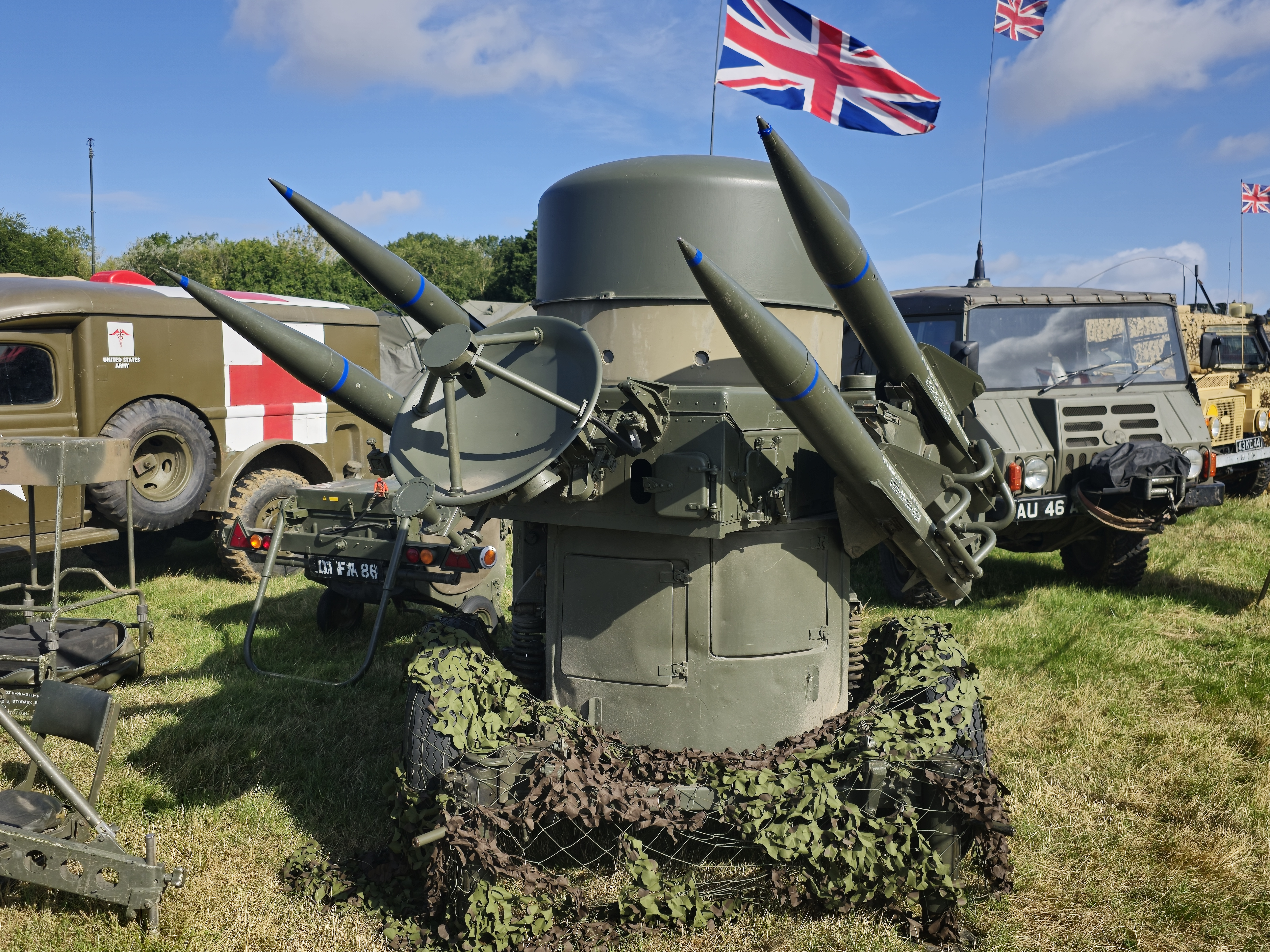
射撃状態にある、レイピアFS Aランチャー
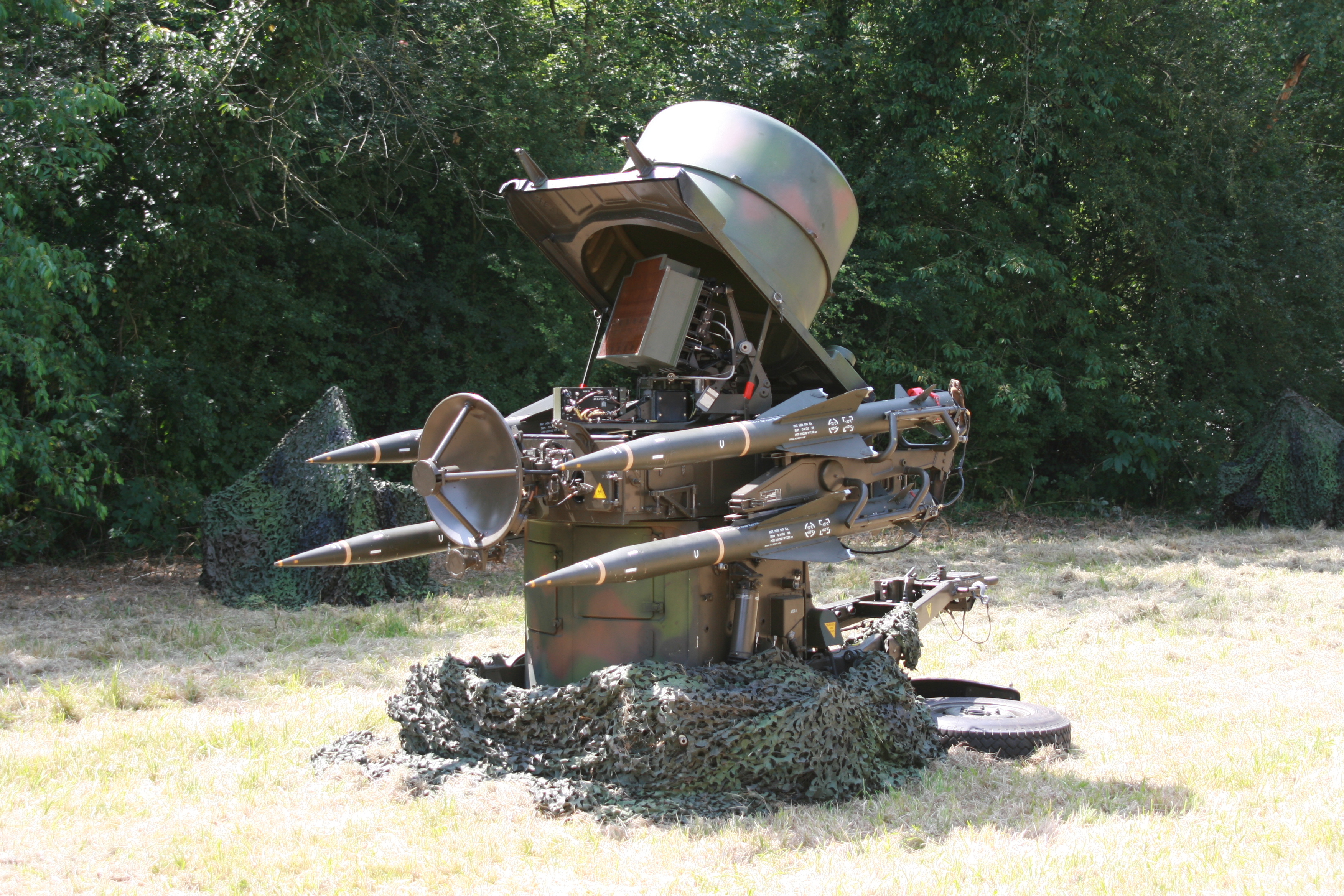
レイピアFS Aのランチャー頂部に設置された、捜索用レーダーのレドームを開いた状態。
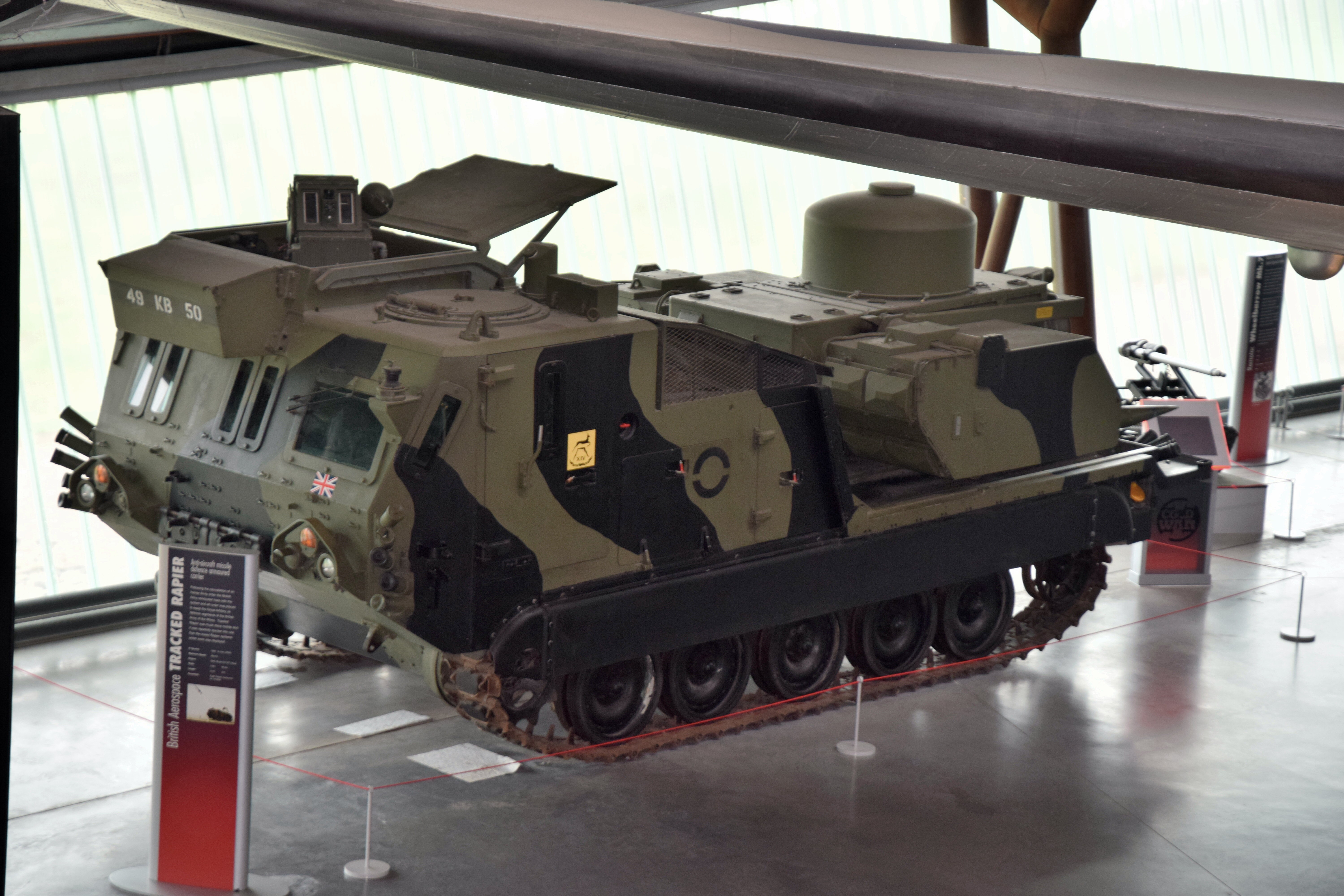
自走式レイピアランチャーシステム。前部キャビン右側の屋根から、電子光学式照準器がのぞいている。
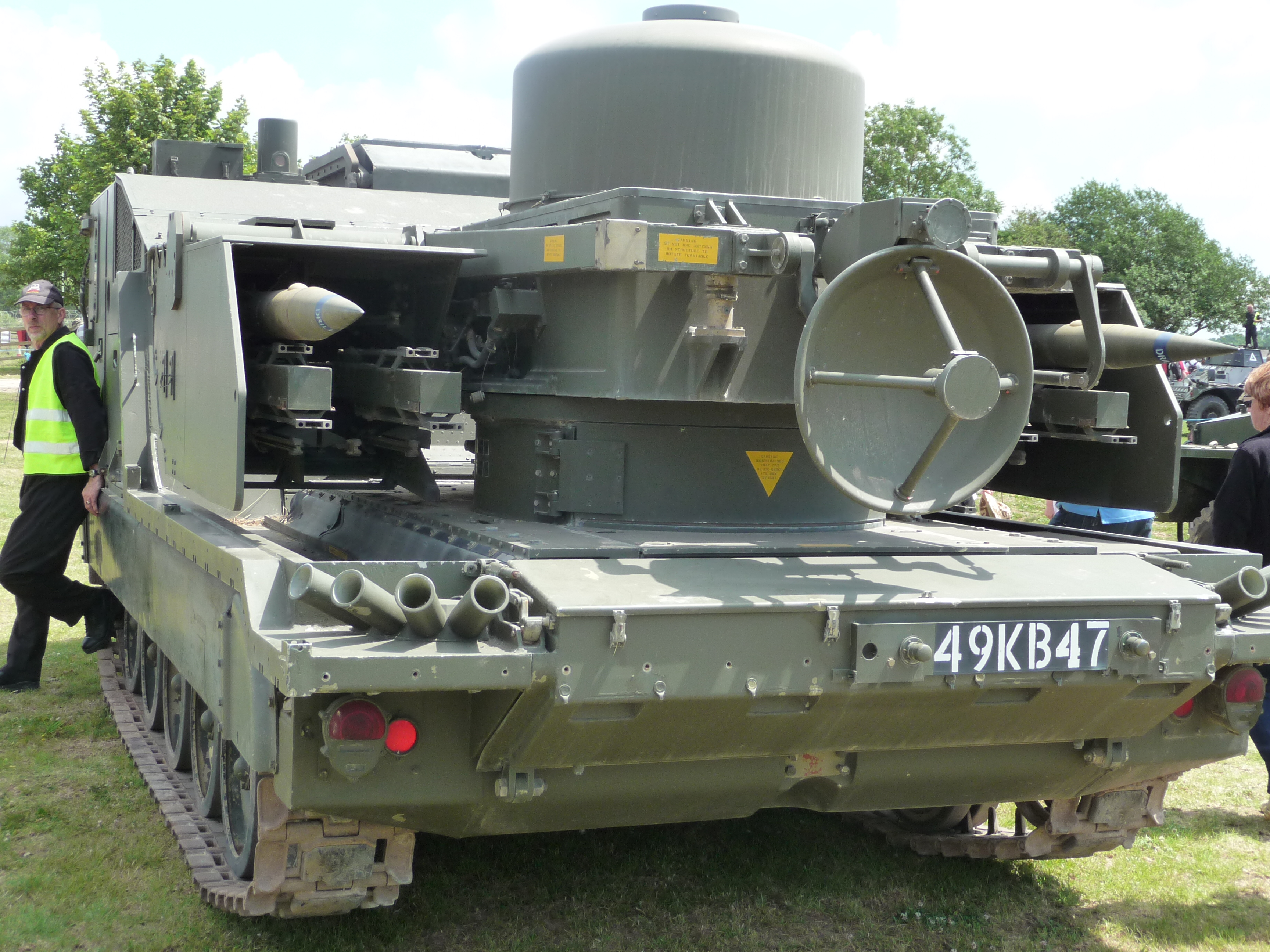
後部から見た自走式レイピアランチャーシステム。ランチャーの左右に4発ずつ、計8発のミサイルを装填可能となっている。
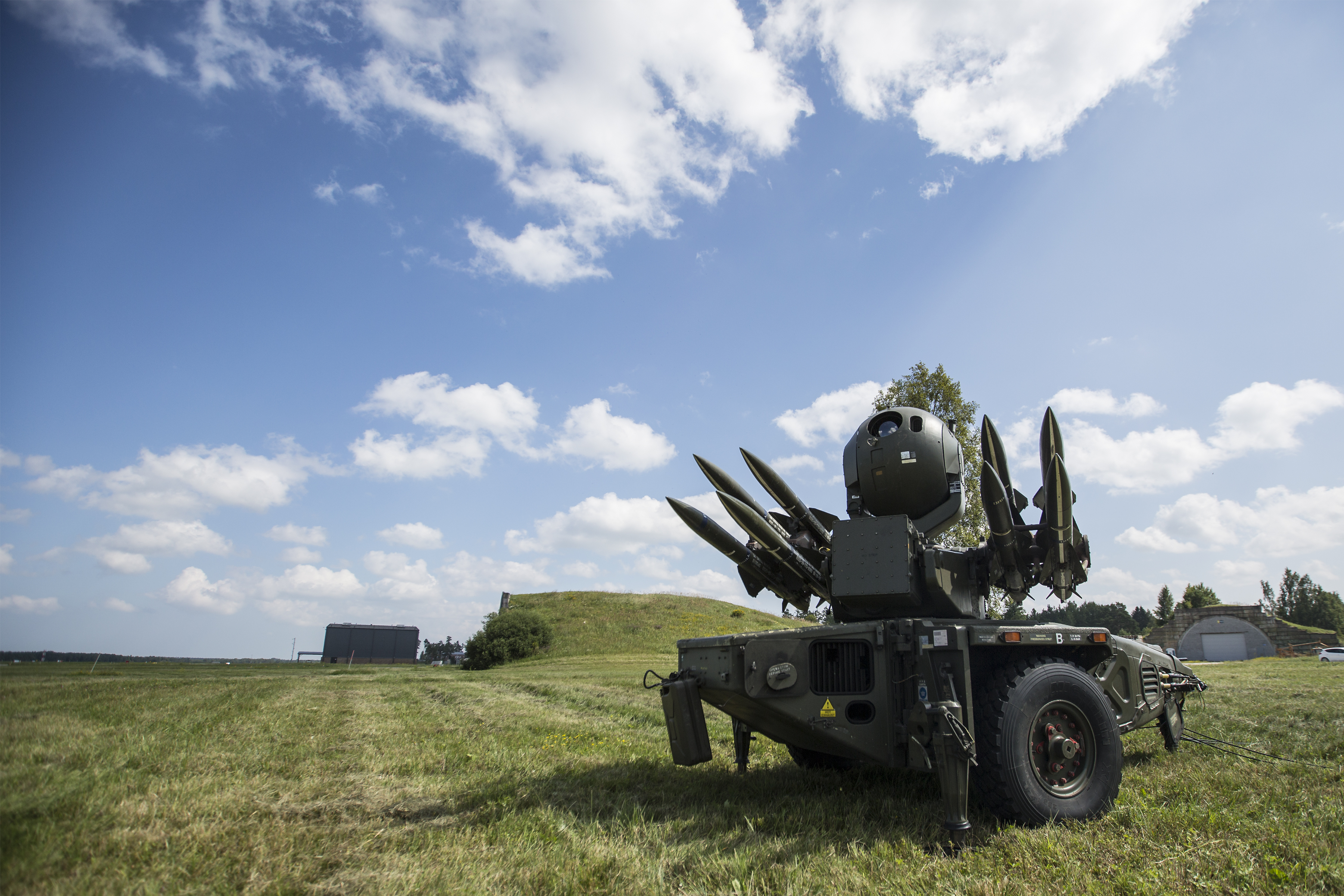
射撃状態のレイピアFS Cランチャー。ランチャーの左右に4発ずつのミサイルを搭載しているほか、ランチャー頂部に大型の電子光学センサーを装備している。

#### 射撃統制装置
FS Aでは、配備開始直後は目標やミサイルを追尾するための手段を電子光学センサーしか持っていなかったため、昼間・晴天時の運用に限られていた。その後、1968年の契約に基づいてGEC-マルコーニ社が開発したDN 181ブラインドファイア追尾レーダーの連接に対応したことで、夜間・荒天時にも運用可能となった。このレーダーの動作周波数はKバンド、探知距離は10 kmで、周波数アジリティ機能も備えていた。プロトタイプは1970年に完成し、ローンチカスタマーはイランだったが、イギリス軍でも1979年には配備が開始された。
FS B2では、光学追尾装置を新型化するとともに赤外線暗視装置も追加したダークファイア（Darkfire）が採用された。
またFS Cでは、捕捉レーダーとしてシーメンス・プレッシー社製の3次元レーダーであるダガーを連接している。

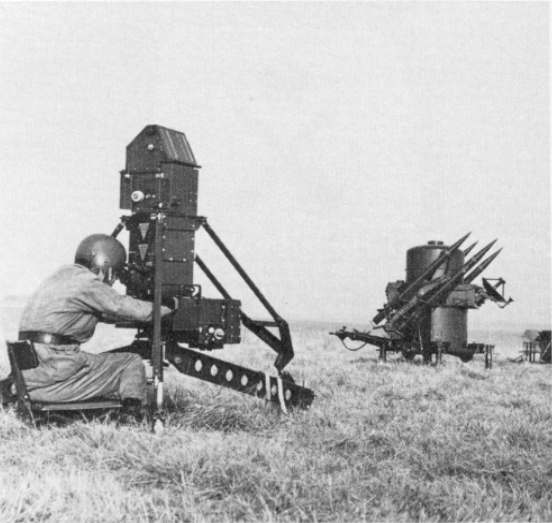
レイピアFS Aのミサイル追尾・照準用電子光学式照準器（左）。
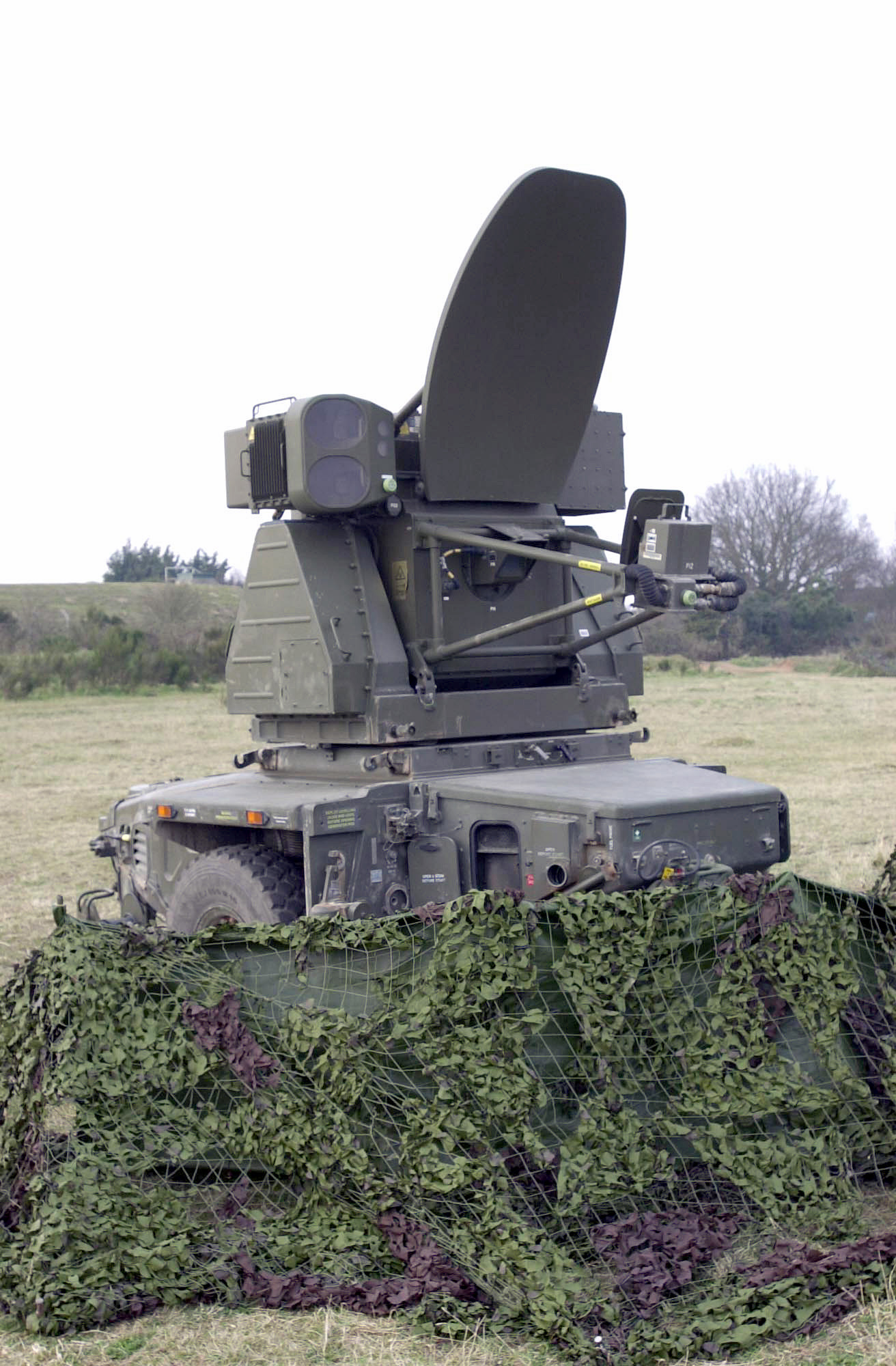
DN181 ブラインドファイア追尾レーダー。
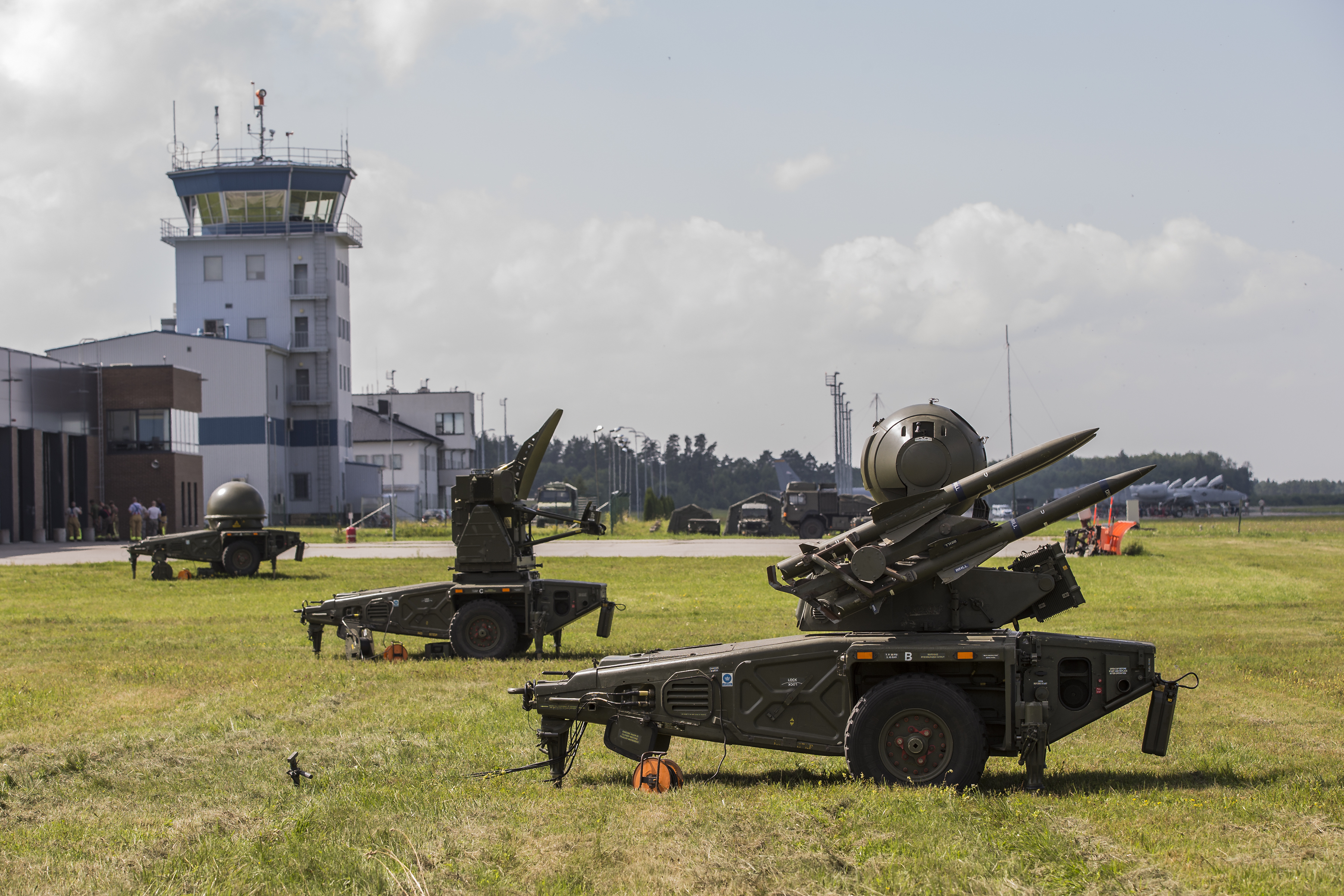
レイピアFS C（レイピア2000）の構成システム。手前から電子光学式センサー付きランチャー。DN181ブラインドファイア追尾レーダー、ダガー三次元式捜索レーダー。
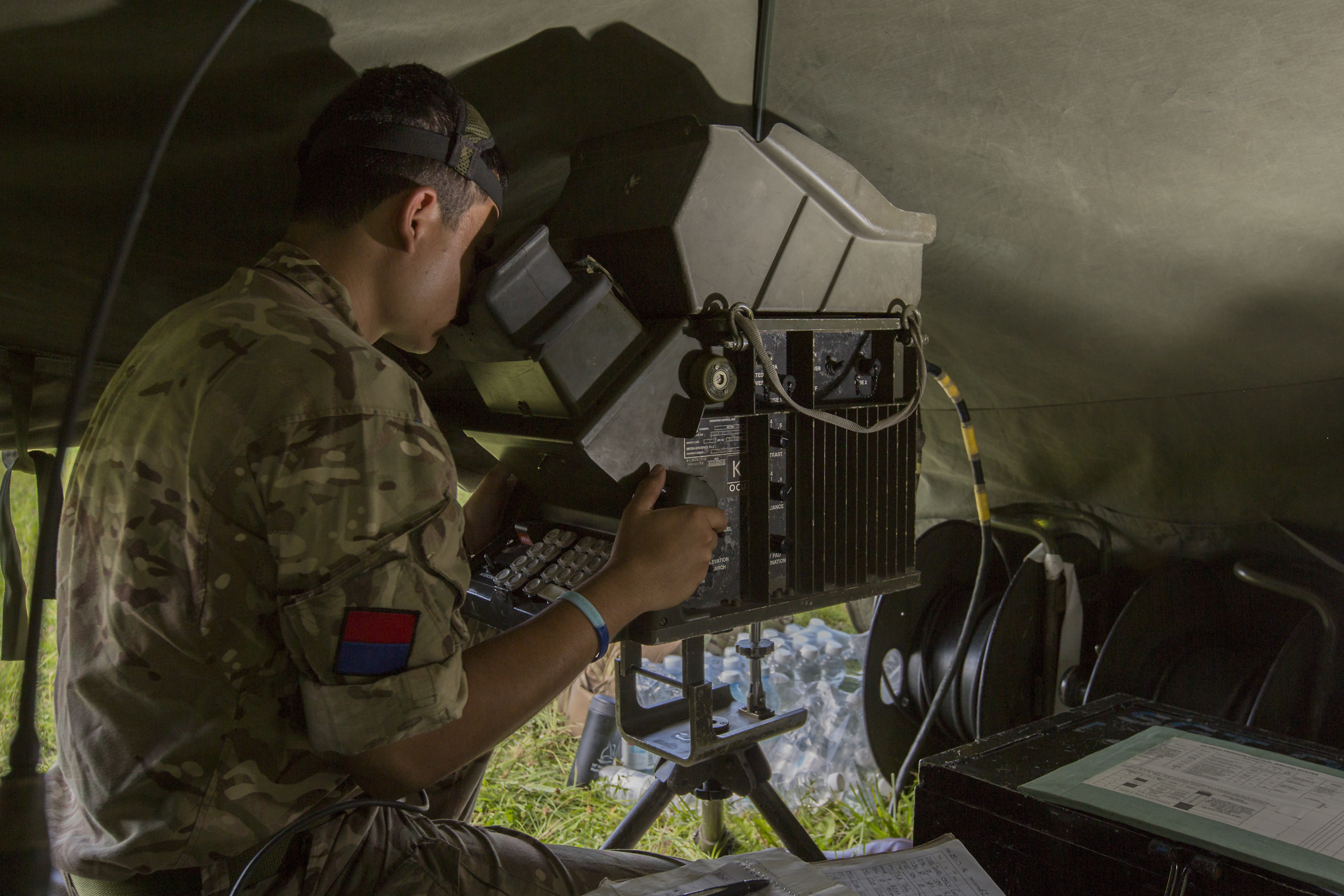
レイピアFS C用の電子光学照準器。ランチャー頂部の電子光学センサーから転送された画像を確認する。

## 運用史

### イギリス
レイピアは1977年よりイギリス陸軍およびRAF連隊での運用を開始した。
1982年のフォークランド紛争では、王立砲兵隊第12防空連隊のT中隊から派遣された合計12セットの発射機が配備された。いずれもFS Aモデルで、ブラインドファイア・レーダーは配備されなかった。5月21日のサン・カルロス上陸初日から敵対行為の終了まで運用され、英国政府の公式白書（The Falklands Campaign: The Lessons）は、少なくとも14機のアルゼンチン軍機がレイピアによって撃墜され、さらに6機が撃墜された可能性があると述べている。

### イラン
イランによる最初の発注は1970年6月で、約4700万ポンドに相当し、技術的なメンテナンスとサポート訓練が含まれていた。当初は光学式が配備されていたが、その後ブラインドファイアが配備された。
1972年後半、イランとイラクの国境地帯でクルド人反乱軍を攻撃していたイラク空軍のTu-22「ブラインダー」超音速爆撃機を撃墜したが、これはレイピアとして世界初の実戦使用であった。
イランでは空軍が運用を担当しており、当初は計45基の発射機が5個中隊向けに配備されたが、長年にわたるイギリス政府の武器禁輸措置によってスペアパーツが入手できないため、現在運用状態にあるものはかなり少ないものとみられている。

### 運用国一覧
- オーストラリア

2005年11月に退役。
- ブルネイ
- インドネシア
- イラン
- リビア
- マレーシア
- オマーン
- シンガポール
- トルコ
- スイス
- アラブ首長国連邦
- イギリス
- ザンビア
- アメリカ合衆国 - トルコに設置された空軍基地の防空用に調達。運用はトルコ軍から派遣された要員によって行われた[1]。